# Escuela Militar "Capitán General Gerardo Barrios"
La Escuela Militar “Capitán General Gerardo Barrios” (EMCGGB) es la institución militar en donde reciben formación y capacitación los futuros oficiales de la Fuerza Armada de El Salvador. También es una institución de educación superior, en donde los cadetes en formación realizan estudios universitarios de la Licenciatura en Administración Militar.
Su misión es "promover la formación integral de los oficiales y cadetes de la fuerza armada con el propósito de fortalecer el perfil profesional a través de la licenciatura en administración militar y otras carreras afines a su naturaleza castrense, desarrollando políticas , estrategias y procedimientos que logren la excelencia en los procesos docentes, de investigación científica y proyección social.".

## Historia

### Antecedentes
La Escuela Militar "Capitán General Gerardo Barrios", tiene su origen en la Escuela de Cadetes de los años 1860-1863, fundada durante la administración del Presidente de la República y General del Ejército Don Miguel Santín del Castillo(es imposible que la escuela fuera fundada por Don Miguel Santín del Castillo ya que él fue presidente entre los años 1858 a 1859, dichos datos pueden ser consultado en presidentes de Él Salvador y esta misma página web), pero fue hasta el año 1868, durante la administración del Lic. Francisco Dueñas, que emergió como una institución bien organizada, mediante el Decreto Ejecutivo en el ramo de Hacienda y Guerra, bajo el nombre de "Colegio Militar", y que marca su primera época comprendida desde el 21 de febrero de 1868 y que finaliza durante la administración del Mariscal Santiago González de nacionalidad guatemalteca en 1876. La Escuela Militar durante esta época se encontraba ubicada en el antiguo edificio de la Biblioteca Nacional, frente al Mercado Ex-cuartel.
Vale la pena mencionar que este Centro de Estudios Castrense, durante la administración del Capitán General Gerardo Barrios, comenzó a funcionar bajo la dirección del General Colombiano Don José María Mello, como también se contrató una misión de militares franceses, para completar su equipo de trabajo.

#### Escuela Politécnica de El Salvador
Durante la administración del General Francisco Menéndez, la Secretaría de Hacienda, Crédito Público, Guerra y Marina emitió el Decreto Ejecutivo en el ramo de Guerra del 14 de enero de 1888, mediante el cual quedó establecida la Escuela Politécnica del Salvador, dando inicio con este acontecimiento a la segunda época de la Escuela Militar. La Escuela Politécnica de El Salvador fue reglamentada por acuerdo ejecutivo del 18 de enero. Fue nombrado como Director de la misma el Capitán de Artillería de origen español, Don José María Rosello. Sus instalaciones se ubicaban en la entonces llamada Casa de los Ministerios. Esta segunda época finalizó el año de 1891.

#### Escuela Politécnica Militar
La tercera época de la Escuela Militar inicia durante la administración del General Tomas Regalado, quien emitió el Decreto Ejecutivo que en el art. 1.º decía: "Crease en esta Capital una Escuela Politécnica Militar, en la que enseñarán las materias y los ejercicios prácticos, necesarios en infantería, caballería y artillería, dado en San Salvador 24 de agosto de 1900".
De 1900 a 1906, la Escuela Militar seguía funcionando en la Casa de los Ministerios, pero 1906 a 1922 fecha en la que termina esta tercera época, sus instalaciones fueron trasladadas al lugar conocido como El Zapote, actuales instalaciones del Museo de Historia Militar. Cuentan las crónicas que durante esta época, la característica de los oficiales era la gentileza francesa y el orgullo profesional de los españoles, ya que por mucho tiempo fueron militares de estas nacionalidades los que instruían a los cadetes, no obstante, alguien recomendó que era necesario complementar la formación con la disciplina y la agresividad de los chilenos, así fue como se trabajó la primera misión militar chilena, nombrando al coronel Carlos Ibáñez del Campo como Director de la Escuela Politécnica Militar siendo posteriormente, éste heroico militar chileno presidente de su país.

### Escuela Militar
La cuarta época de nuestra Escuela Militar "Capitán General Gerardo Barrios", se origina por Decreto Ejecutivo en el Ramo de la Guerra, de fecha 28 de enero de 1927, y posteriormente se declara mediante Decreto Legislativo que la carrera militar es una profesión, todo esto sucedió durante la administración del doctor Pío Romero Bosque, llamado por muchos el padre de la democracia, esta época se mantiene hasta la actualidad, dirigiéndola hasta la fecha 56 directores, de los cuales uno era de nacionalidad alemana, otro chileno, cinco estadounidenses y cuarenta y nueve.
Durante esta época la Escuela Militar ha ocupado diferentes instalaciones, la primera ubicada en la antigua Finca Modelo, donde actualmente funciona el Parque Zoológico; la segunda ubicación fue sobre la calle a Santa Tecla frente a la Feria Internacional permaneciendo ahí hasta 1991, actualmente se ubica en la finca El Espino.
Desde 1927 hasta 2013 se han graduado 85 promociones de Oficiales de nuestra Fuerza Armada.
El nombre actual de la Escuela Militar, se adoptó en cumplimiento del decreto ejecutivo del 25 de agosto de 1965, durante la administración del Cnel. Julio Adalberto Rivera, bautizándola a partir de esa fecha como Escuela Militar "Capitán General Gerardo Barrios", por iniciativa del entonces Ministro de la Defensa Nacional, Cnel. Marco Aurelio Zacapa.
El interés primordial de la Escuela Militar "Capitán General Gerardo Barrios", es preparar a las nuevas generaciones de salvadoreños en forma integral, a fin de cumplir con la misión encomendada a este Centro de Enseñanza de formar científica, intelectual, moral y física al Cadete, para que después de cuatro años de estudio obtenga el grado de subteniente y cursar un año más de estudios como parte de la Licenciatura en Administración Militar, esto les permite iniciar el ejercicio profesional de la carrera militar de conformidad a lo establecido en la Constitución de la República.

## Instituto Especializado
La Escuela Militar "Capitán General Gerardo Barrios" se constituye como un Instituto Especializado de Nivel Superior por acuerdo ejecutivo n.º 61 de fecha 22 de diciembre de 1999 y sus estatutos fueron aprobados por acuerdo ejecutivo n.º 15-0154 de fecha 10 de enero de 2000.
El Plan de Estudios de la Licenciatura en Administración Militar, según acuerdo ejecutivo No 15- 0160, se hace extensiva la Licenciatura no solo en el ejército sino también en la Fuerza Aérea y Fuerza Naval.
Así mismo, según acuerdo ejecutivo n.º 15-0187 de fecha 6 de febrero de 2006 en el ramo de educación autoriza al IENS la Maestría en Administración Militar la cual es impartida en la Escuela de Comando y Estado Mayor "Dr. Manuel Enrique Araujo".

## Himno
Manantial de legítima gloria

Son tus hijos de innata bravura

Tu prestigio está escrito en la historia

Con laureles y espadas en la altura.

Duro templo de bélico ardor

De tus hijos serás un altar

De la Patria serás un honor

Prestigiosa Escuela Militar.

Barrios guía en la paz y en la guerra

A tus hijos con recta razón

Que en la lucha a su pueblo se aferran

Defendiendo el glorioso pendón.

Soy Cadete que estudio tu ciencia

Que me da la razón de existir

Y será el final de la esencia

Por la Patria ¡Vencer o Morir!

## Directores
En su cuarta época (desde 1927) han sido directores:
- Dr. Pío Romero Bosque , 1927
- General Ramón González Suvillaga, 1927-1930
- General Salvador Castaneda Castro, 1930-1931
- Teniente coronel José Avendaño, 1931-1932
- Coronel José Antonio Lorenzana, 1932-1937
- Coronel Alfonso Marroquín, 1937-1938
- General Eberhardt Bohnstedt , 1938-1939 (Alemania)
- Coronel Zorobabel Galeno, 1939-1940 (Chile)
- Teniente coronel Roberto L. Christian, 1941-1943 (Estados Unidos)
- Coronel Rufus A. Byers, 1943-1946 (Estados Unidos)
- Coronel John F. Schmelzer, 1946-1948 (Estados Unidos)
- Coronel Henry C. Learnar, 1948-1949 (Estados Unidos)
- Coronel Ramón A. Nadal, 1949-1953 (Estados Unidos)
- Coronel Luis Lovo Castelar, 1953
- Coronel Antonio Valdéz, 1953-1955
- General Manuel de Jesús Córdova, 1956-1958
- Coronel Luis Roberto Flores, 1958-1960
- Coronel Francisco José Mijango, 1960–1961
- Coronel Carlos Guzmán Aguilar, 1961
- Coronel Rafael Cruz Garrido, 1961
- Teniente Coronel Oscar Rank Altamirano, 1961
- Coronel Mauricio Rivas Rodríguez, 1962-1963
- Coronel Carlos Amaya, 1963-1964
- Coronel Carlos Infante Guerra, 1964-1967
- Teniente coronel José Fernando Sigui Olivares, 1967-1969
- Coronel Juan Antonio Martínez Varela , 1969-1971
- Teniente Coronel Agustín Martinez Varela, 1971-1972
- Coronel Julio González Palomo, 1972-1973
- Coronel José Luis Ramón Rosales, 1973-1976
- Coronel Aníbal Velarde Figueroa, 1976–1977
- Coronel José Antonio Corleto, 1978
- Coronel Sócrates Roberto Echegoyén, 1979
- Coronel Rafael Humberto Larios, 1980–1983
- Coronel Luis Adalberto Landaverde, 1983
- Coronel Ricardo Antonio Castellanos, 1985–1986
- Coronel Jesús Gabriel Contreras, 1986–1987
- Coronel Oscar Edgardo Casanova Vejar, 1987–1989
- Coronel Guillermo Alfredo Benavides , 1989-1990
- Coronel Ricardo A. Casanova Sandoval, 1990–1992
- Coronel Julio César Grijalva, 1992
- Coronel Nelson Ivan Saldaña Araujo, 1993
- Coronel Alvaro Antonio Calderón Hurtado, 1993–1995
- Coronel David Munguía Payés, 1996-1997
- Coronel Luis Mario Aguilar Alfaro, 1998–1999
- Coronel Simón Alberto Molina Montoya, 2000
- Coronel Luis Mario Aguilar Alfaro, 2000–2001
- Coronel Ricardo Benjamín Abrego Abrego, 2002
- Coronel José Luis Alvarado Guevara, 2002
- Coronel Willian Igdalí Moreno Segovia, 2003-2004
- Coronel Julio Armando García Oliva, 2004-2005
- Coronel Roberto Edmundo Rodríguez Abrego, 2006-2007
- Coronel Roberto Artiga Chicas, 2007-2008
- Coronel Walter Mauricio Arévalo Gavidia, 2009
- Coronel Francisco E. Del Cid Díaz, 2010
- Coronel Julio Héctor Hidalgo Martínez, 2010-2012
- Coronel Félix Edgardo Núñez Escobar, 2012-2013
- Coronel Walter Jacobo Lovato Villatoro, 2014
- Coronel Carlos Alberto Ramírez Hernández, 2014
- Coronel José Roberto Saleh Orellana, 2014-2017
- Coronel Mario Ernesto Argueta Vásquez, 2017-2019
- Coronel Roberto Ulises Santos Romero, 2019
- Coronel Franklin Bladimir Gavarrete Galdamez, 2019-
- Coronel Carlos Alberto Rodriguez Gomez,2024 presente